# Horst Lademacher
Horst Walter Lademacher (né le 13 juillet 1931 à Ründeroth) est un érudit et historien germano-néerlandais. Il est professeur dans des universités allemandes et néerlandaises et directeur du Centre d'études néerlandaises (de) de l'Université westphalienne Guillaume de Münster.

## Biographie
Lademacher est issu d'une famille ouvrière. Lors d'un échange étudiant en Angleterre, il découvre son intérêt pour les langues. Il étudie à l'Université rhénane Frédéric-Guillaume de Bonn et à l'Université westphalienne Guillaume de Münster avec Franz Petri (de) et Kurt von Raumer (de). En 1957, il obtient son doctorat sous la direction de Werner Hahlweg (de) avec sa thèse La position du prince d'Orange en tant que gouverneur des Pays-Bas de 1572 à 1584.
Durant ses études, comme Werner Krause (de) et Dieter Schuster, il devient membre du SDS à Münster, où il est confronté aux enjeux du mouvement ouvrier et de la lutte des classes. De 1958 à 1962, il est chercheur à l'Institut international d'histoire sociale (IISG) d'Amsterdam. Il s'occupe longuement de la bibliographie sur l'histoire du mouvement ouvrier allemand. Il travaille également pendant deux ans comme fonctionnaire à la CEE de Bruxelles. En 1969, il s'habilite avec Franz Petri avec l'ouvrage La neutralité belge comme problème de la politique européenne 1830-1914 à Bonn.
Il est ensuite vice-président de l'Université de la Sarre à Sarrebruck et assistant de recherche à l'Université de Bonn sur la conférence de Zimmerwald, dans le domaine de la recherche sur la paix et sur l'histoire de la résistance allemande. Pendant le mouvement étudiant ouest-allemand des années 1960, il est un contact important pour les étudiants à l'esprit critique. Il met en garde contre une radicalisation politiquement irréaliste.
Lademacher enseigne l'histoire moderne et contemporaine à l'Université libre d'Amsterdam de 1972 à 1979. Il recherche à nouveau la proximité avec l'Allemagne et travaille de 1979 à 1990 comme professeur titulaire à l'Université de Cassel. En 1982, il fonde la Kasseler Forschungen zur Zeitgeschichte. Après avoir fait quelques recherches sur le mouvement syndical, il se concentre sur l'histoire néerlandaise. En 1983, il écrit un ouvrage standard publié par la Wissenschaftliche Buchgesellschaft (de) En 1990, il passe à l'Université westphalienne Guillaume de Münster, où il reprend le nouveau Centre d'études néerlandaises en tant que directeur. Là, il est co-éditeur des Niederlande-Studien et Jahrbuch des Zentrums für Niederlande-Studien Jusqu'à sa retraite en 2000, il dirige le Centre d'études néerlandaises à Münster. De 1992 à 1994, Lademacher occupe un poste de professeur invité en histoire à l'Université de Nimègue. Ses étudiants universitaires comprennent Bert Altena, Friedhelm Boll (de), Walter Mühlhausen (de) et Boris Schilmar.
En 1994, il devient président de l'association fédérale pour l'œuvre culturelle germano-néerlandaise. En 1996, le gouvernement de l'État de Rhénanie du Nord-Westphalie nomme Lademacher au poste de commissaire pour les pays du Benelux de Rhénanie-du-Nord-Westphalie.
Lademacher est décrit comme une "personne politique" mais pas comme un "scientifique politisant".

## Honneurs
- Officier de l'ordre d'Orange-Nassau

En 1996, Lademacher est nommé officier de l'Ordre d'Orange-Nassau par la reine Beatrix des Pays-Bas.

## Publications (sélection)
- Die Stellung des Prinzen von Oranien als Statthalter in den Niederlanden von 1572 bis 1584: Ein Beitrag zur Verfassungsgeschichte der Niederlande. Röhrscheid, Bonn 1958 (Dissertation, Universität Münster, 1957).
- Die belgische Neutralität als Problem der europäischen Politik 1830–1914. Röhrscheid, Bonn 1971,  (ISBN 3-7928-0287-2) (Habilitationsschrift, Universität Bonn).
- Von den Provinzialständen zum Landschaftsverband. Zur Geschichte der landschaftlichen Selbstverwaltung der Rheinlande. Rheinland-Verlag, Köln 1973,  (ISBN 3-7927-0166-9).
- Moses Hess in seiner Zeit (= Veröffentlichungen des Stadtarchivs Bonn, Band 17). Röhrscheid, Bonn 1977,  (ISBN 3-7928-0392-5); 2., wesentlich erweiterte und ergänzte Auflage. Stadtarchiv und Stadthistorische Bibliothek, Bonn 2012,  (ISBN 978-3-922832-51-5).
- Geschichte der Niederlande. Politik – Verfassung – Wirtschaft. Wissenschaftliche Buchgesellschaft, Darmstadt 1983,  (ISBN 3-534-07082-8).
- Zwei ungleiche Nachbarn. Wege und Wandlungen der deutsch-niederländischen Beziehungen im 19. und 20. Jahrhundert. Wissenschaftliche Buchgesellschaft, Darmstadt 1990,  (ISBN 3-534-10266-5).
- Die Niederlande. Politische Kultur zwischen Individualität und Anpassung. Propyläen, Berlin 1993,  (ISBN 3-549-05220-0).
- Wo Glanz ist, ist auch Gloria: Reisende in den Niederlanden des goldenen Jahrhunderts (= Niederlande-Studien, Kleinere Schriften, Heft 1). Lit, Münster 1996,  (ISBN 3-8258-2904-9).
- Politik und Wissenschaft. Über Nachteil und Notwendigkeit einer umstrittenen Beziehung. In: Burkhard Dietz, Helmut Gabel, Ulrich Tiedau (Hrsg.): Griff nach dem Westen. Die „Westforschung“ der völkisch-nationalen Wissenschaften zum nordwesteuropäischen Raum (1919–1960). Waxmann, Münster 2003, S. 1–26.
- Phönix aus der Asche? Politik und Kultur der niederländischen Republik im Europa des 17. Jahrhunderts (= Studien zur Geschichte und Kultur Nordwesteuropas, Band 16). Waxmann, Münster u. a. 2007,  (ISBN 978-3-8309-1683-3).
- Grenzüberschreitungen. Mein Weg zur Geschichtswissenschaft. Erinnerungen und Erfahrungen. Im Gespräch mit Burkhard Dietz und Helmut Gabel. Waxmann, Münster 2012,  (ISBN 978-3-8309-2630-6).
- Die Illusion vom Frieden. Die zweite Internationale wider den Krieg 1889–1919. Waxmann, Münster 2018.  (ISBN 978-3-8309-3840-8)